# Fritz Ludloff

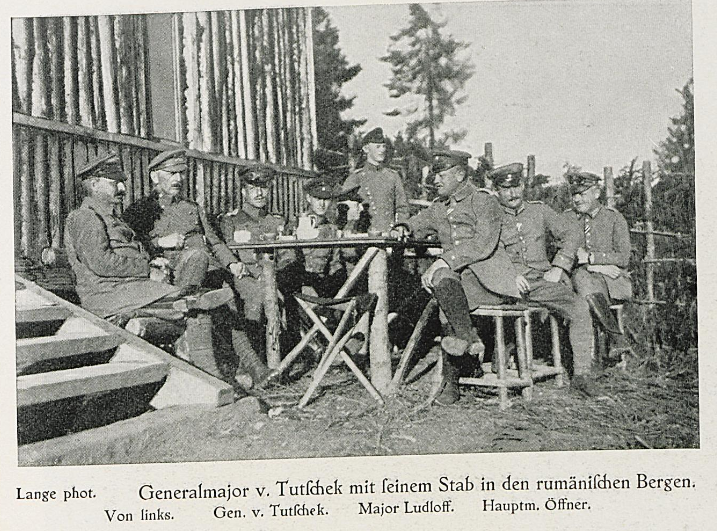
Generalmajor von Tutschek mit seinem Stab in den rumänischen Bergen. Von links: Generalmajor von Tutschek, Major Ludloff, Hauptmann Öffner, 1917

Friedrich Georg Karl Ludloff (* 5. Juli 1875 in Helba; † 7. November 1924) war deutscher Expeditionsteilnehmer und Oberstleutnant.

## Leben
Fritz Ludloff war ältester Sohn von Rudolf Friedrich Ludloff.
Nach dem Besuch der Gymnasien in Münster und Kolberg sowie des Militärpädagogiums des Dr. Fischer in Berlin, trat Ludloff am 8. Juli 1895 als Zweijährig-Freiwilliger in das Infanterie-Regiment „Markgraf Karl“ (7. Brandenburgisches) Nr. 60 der Preußischen Armee ein. Er avancierte bis Mitte Oktober 1896 zum Sekondeleutnant und war von Oktober 1899 bis September 1902 Adjutant des I. Bataillons. Zur weiteren Ausbildung absolvierte er 1906/09 die Kriegsakademie in Berlin und war, zwischenzeitlich zum Oberleutnant aufgerückt, zur Dienstleistung beim Großen Generalstab kommandiert. Mit der Beförderung zum Hauptmann kam Ludloff am 22. März 1912 zur Landesaufnahme des Großen Generalstabes und nahm im gleichen Jahr als Zeichner an der Samarra-Expedition von Ernst Herzfeld teil. Herzfeld wollte über Ludloff aus dem Generalstab „photographische Drachen“ für die Ergänzung der Ludloffschen Zeichnungen mit Luftaufnahmen beziehen. Ob dies möglich war, konnte nicht festgestellt werden. Die drei originalen Ludloffsschen Meßtischaufnahmen der Ruinenkomplexe von Samarra sind in den Kriegswirren 1945 in Berlin verschwunden.
Auch Friedrich Sarre nutzte die Gesamtzeichnung des Stadtgebietes Samarras von Ludloff. Im Anschluss an die Samarra-Expedition unterstützte Ludloff Max von Oppenheim als Zeichner in Tell Halaf.
Zum 6. Mai 1913 erfolgte seine Versetzung in den Generalstab des II. Armee-Korps nach Stettin und er war nach dem Beginn des Ersten Weltkriegs ab Mai 1915 im Generalstab des Alpenkorps
unter Ludwig von Tutschek. Im Februar 1917 verließ er gemeinsam mit dem Führer, Konrad Krafft von Dellmensingen, und weiteren Offizieren das Alpenkorps.
Als Major nahm Ludloff 1917/18 an der militärischen Operation „Jildirim“ der Heeresgruppe F an der Palästinafront zur Unterstützung der Osmanischen Armee teil. Er diente unter dem Oberbefehlshaber General der Infanterie Erich von Falkenhayn als Oberquartiermeister. Im Buch von Otto Liman von Sanders wird eine militärische Instruktion an Ludloff vom 1. August 1918 im Rahmen der Operation „Jildirim“ erwähnt. 1922 wurde zur Wahrung der Interessen der deutschen Angehörige eine Abteilung für deutsche Angelegenheiten eingerichtet und Ludloff Leiter dieser. Zusätzlich wurden ihm der deutsche Etappenarzt zugeteilt.
Nach Ende des Krieges wurde Ludloff in die Reichswehr übernommen, war im Heereswaffenamt des Reichswehrministeriums tätig und wurde am 1. Juni 1921 Oberstleutnant. Zuletzt wirkte er bei der Heeresfriedenskommission und starb 1924 an einem schweren Herzleiden, welches auf eine Malariaerkrankung während der Expeditionsteilnahmen zurückzuführen war.